# Delcy Rodríguez
Pour les articles homonymes, voir Rodríguez.
Delcy Rodríguez, née le 29 avril 1970 à Caracas (Venezuela), est une avocate et femme d'État vénézuélienne. Elle est ministre de la Communication et de l'Information du Venezuela entre 2013 et 2014 et ministre des Relations extérieures de 2014 à juin 2017. Elle est présidente de l'Assemblée nationale constituante du 4 août 2017 au 14 juin 2018 puis vice-présidente de la république bolivarienne du Venezuela depuis le 14 juin 2018. Elle est l'actuelle ministre de l'Économie, des Finances et du Commerce extérieur depuis le 10 septembre 2020.

## Biographie
Elle est la fille de Jorge Antonio Rodríguez, militant du parti de gauche radicale Ligue socialiste torturé à mort par la police vénézuélienne en 1976. Son frère, Jorge Rodríguez Gómez, est maire de la municipalité de Libertador, la principale et l'une des cinq qui constituent la ville de Caracas et ancien vice-président de la République.
De février à août 2006, elle est ministre du Bureau de la présidence. Elle a également été vice-ministre des Relations avec l'Europe, puis chargé de la coordination générale de la vice-présidence de la République.
En août 2013, lors d'un hommage du nouveau président Nicolás Maduro à son défunt prédécesseur Hugo Chávez, Delcy Rodríguez est propulsée ministre de la Communication et de l'Information du Venezuela.
Après sa nomination, le président Nicolás Maduro crée l'Organe supérieur de communication visant à « définir, évaluer et dicter les lignes politico-communicationnelles de l'État vénézuélien » et charge Delcy Rodríguez de coordonner ses travaux. Ce nouvel organe du pouvoir est composé de plusieurs membres éminents, anciens ministres de la Communication notamment, et hauts personnages de l'État : Cilia Flores, Elías Jaua, Jorge Rodríguez, Tareck El Aissami, Francisco Ameliach, Vladimir Padrino López, Fidel Barbarito, Mauricio Rodríguez, Yuri Pimentel, Pedro Maldonado, Ernesto Villegas et William Castillo.
À la suite des élections constituantes convoquées par le président Nicolás Maduro le 30 juillet 2017, elle est élue présidente de l'Assemblée nationale constituante à l'unanimité au cours de la séance inaugurale le 4 août 2017.
Le 14 juin 2018, elle est nommée vice-présidente de la République par Nicolás Maduro.
Le 25 juin 2018, elle est sanctionnée par l'Union européenne, ses avoirs gelés et elle est interdite de séjour dans les pays de l'Union.
Le 25 septembre 2018, elle fait l'objet de sanctions économiques américaines.
Le 2 juillet 2024, la vice-présidente est blessée par la chute d'un arbre à Cumanacoa, lors du passage de l'ouragan Beryl ; elle doit être hospitalisée.